# Il mistero dei capolavori perduti
Il mistero dei capolavori perduti è una serie televisiva italo-britannica consistente in sette documentari, prodotti da Sky Arts Production Hub e andati in onda nel 2018. In Italia sono stati trasmessi su Sky Arte HD.

## Format
La serie è composta da sette documentari diretti da Giovanni Troilo e prodotta da Sky Arts Production Hub. Ogni puntata racconta la storia di dipinti, realizzati tra il XVII secolo e gli anni Cinquanta del Novecento e ad oggi andati perduti: rubati e mai più ritrovati o distrutti volontariamente od a seguito di un incidente.
La serie – in onda dal 2018 su Sky Arte HD in Italia, Sky Arts nel Regno Unito e Irlanda e su Sky Arts HD in Germania e Austria – documenta in ciascun episodio la storia di ogni singola opera d’arte, quella dell’artista che lo ha realizzato, la sua scomparsa o distruzione e il processo attraverso il quale questi dipinti sono stati rimaterializzati. Attraverso l’uso di tecnologie avanzate, le opere sono state ricreate da un team di storici e tecnici conservatori indagando ulteriori possibilità in materia di conservazione del patrimonio storico-artistico.

## Le opere rimaterializzate
- Caravaggio, Natività con i santi Lorenzo e Francesco d'Assisi, 1600 (rubata dalla mafia a Palermo nel 1969)[7]
- Graham Vivian Sutherland, Ritratto di Winston Churchill 1954 (andato perduto)[8]
- Gustav Klimt, Medicina, 1900-1907 (bruciato dai nazisti durante la Seconda Guerra Mondiale)[9]
- Jan Vermeer, Concerto a tre, 1663-1966 (rubato dall'Isabella Stewart-Gardner Museum a Boston nel 1990)[10]
- Vincent van Gogh, Vaso con cinque girasoli, 1888 (distrutto durante i bombardamenti della Seconda Guerra Mondiale)[11]
- Claude Monet, Ninfee, 1914-1926 (bruciato durante l'incendio al MoMa di New York nel 1958)[12]
- Tamara de Lempicka, Myrto, 1929 (rubato dai nazisti)[13]